# Potencia de un punto

Potencia de un punto:
PA·PB=PC·PD=PE·PF.

En geometría la expresión potencia de un punto respecto una circunferencia se refiere al valor constante que resulta de multiplicar las longitudes de dos segmentos definidos en una misma recta que pasa por dicho punto y es secante o tangente a dicha circunferencia. Los segmentos se definen al unir dicho punto con los dos puntos de intersección en el caso de la recta secante o un mismo punto de tangencia en el caso de la recta tangente.
De forma más precisa, si P es un punto en el plano y se fija una circunferencia con centro O, entonces para cualquier recta que pase por P y corte a la circunferencia en dos puntos A, B, se cumple que PA·PB es constante, independientemente de la posición de la recta.

El valor de dicha  constante se denomina la potencia del punto P.
El término potencia para referirse a este concepto geométrico fue introducido por Jakob Steiner en su artículo de 1826, titulado Einige geometrische Betrachtungen («Unas cuantas observaciones geométricas»), aunque el teorema aludido se encontraba ya en Los Elementos de Euclides.

## Configuraciones posibles
El teorema sobre potencia de un punto puede expresarse de forma alternativa como sigue:
| (Potencia de un punto) Si dos rectas que pasan por un punto P, cortan a una circunferencia fija en los puntos A, B y C, D respectivamente, entonces PA·PB = PC·PD. |

En otras palabras, cualquier otra recta que pase por P y corte a la circunferencia determinará dos segmentos cuyo producto es el mismo valor. 
La demostración de este resultado procede por casos, dependiendo de si el punto P se encuentra en el interior, o en el exterior de la circunferencia.

### El punto  interior de la circunferencia

Caso 1: El punto de corte es interior a la circunferencia.

Tomando dos cuerdas arbitrarias AB y CD de la circunferencia que se cortan en el punto P, se consideran los triángulos {\displaystyle \triangle APC} y {\displaystyle \triangle DPB} los cuales serán semejantes, pues :
- El teorema del ángulo inscrito establece que {\displaystyle \angle PAC=\angle PDB}, siendo ambos iguales a la mitad del arco BC.
- Los ángulos {\displaystyle \angle APC} y {\displaystyle \angle BPD} son iguales por ser opuestos por el vértice.

De dicha semejanza se deduce que

{\displaystyle {\frac {PA}{PD}}={\frac {PC}{PB}}}

y por tanto

{\displaystyle PA\cdot PB=PC\cdot PD}.

Este resultado se encuentra ya en la obra Los Elementos de Euclides:

Si en una circunferencia se cortan dos rectas entre sí, el rectángulo comprendido por los segmentos de una es igual al rectángulo comprendido por los segmentos de la otra
Euclides. Los Elementos, libro III, proposición 35.

Debe aclararse que en la concepción matemática griega los números eran representados siempre por cantidades geométricas y por tanto no tenía sentido una multiplicación «numérica» de longitudes de segmentos. Por ello, decir que dos productos tienen el mismo valor expresa que los rectángulos formados por dichos segmentos son iguales (esto es, sus áreas).

### El punto  exterior de la circunferencia

Caso 2: El punto de corte es exterior a la circunferencia.

En este caso AB y CD son dos secantes que se intersecan en un punto P exterior a la circunferencia. Al igual que en el caso anterior es posible demostrar que los triángulos {\displaystyle \triangle APC} y {\displaystyle \triangle DPB} son semejantes pues:
- El cuadrilátero ABDC es cíclico y por tanto {\displaystyle \angle ACD+\angle ABD=180^{\circ }}. Por otro lado {\displaystyle \angle ABD+\angle DBP=180^{\circ }} y por tanto {\displaystyle \angle DBP=\angle ACD}.
- Los ángulos {\displaystyle \angle BPD} y {\displaystyle \angle CPA} son el mismo ángulo y por tanto iguales entre sí.

De la semejanza se deduce nuevamente que

{\displaystyle {\frac {PA}{PD}}={\frac {PC}{PB}}}

y por tanto

{\displaystyle PA\cdot PB=PC\cdot PD}.

### Una secante y una tangente

Caso 3: El punto de corte es exterior a la circunferencia y una de las rectas es tangente.

Un caso de especial consideración es el formado por una recta tangente y una secante, como en la figura. En esta situación, el ángulo {\displaystyle \angle BTP} es semiinscrito y mide la mitad del arco BT, al igual que el ángulo inscrito {\displaystyle \angle TAP}. 
La igualdad de ángulos nuevamente implica una semejanza de triángulos, en esta ocasión {\displaystyle \triangle PAT} y {\displaystyle \triangle PTB}. Dicha semejanza implica

{\displaystyle {\frac {PA}{PT}}={\frac {PT}{PB}}}

y, por tanto,

{\displaystyle PA\cdot PB=PT^{2}}.

Una recta tangente puede considerarse como un caso límite de secantes.

Este caso en realidad puede considerarse como un caso límite del correspondiente a dos secantes, obtenido cuando los puntos C, D se desplazan sobre la circunferencia hasta coincidir. En este sentido, el punto de tangencia es en realidad un punto de corte «doble» y el producto PC·PD se convierte en PT·PT=PT².

## Valor de la potencia de un punto
El teorema de potencia de un punto establece que el valor del producto PA·PB es independiente de la línea, pero no da ningún indicio de ese valor. Dicho valor depende únicamente de la posición del punto en relación con la circunferencia. En su artículo de 1876, Steiner demostró el siguiente teorema.
| (Valor de la potencia de un punto) La potencia de un punto P respecto a una circunferencia de radio r es igual a la cantidad {\displaystyle \|d^{2}-r^{2}\|}, donde d es la distancia del punto P al centro de la circunferencia. Steiner, 1876. |

### El punto es interior a la circunferencia

El valor de PA·PB es igual a r²-d².

Para hallar el valor de la potencia de un punto, considérese la situación donde la cuerda AB pasa por el centro O de la circunferencia, es decir, AB es un diámetro. Etiquetando los puntos como en la figura adjunta, se observa

{\displaystyle PA\cdot PB=(r+d)(r-d)=r^{2}-d^{2}}.

Por tanto, el producto para cualquier otra cuerda PC·PD es el mismo valor: r²-d².

### El punto es exterior a la circunferencia

El valor de PA·PB es igual a d²-r².

Cuando el punto es exterior a la circunferencia, ya se ha establecido que el valor de la potencia de un punto exterior es igual al cuadrado de la longitud de una tangente a la circunferencia desde dicho punto.
Considerando la  figura formada por una tangente PT y una recta que pasa por el centro O de la circunferencia, se encuentra que el triángulo {\displaystyle \triangle POT} es rectángulo pues una recta tangente es perpendicular a la recta que une el punto de tangencia con el centro de la circunferencia, es decir: {\displaystyle PT\perp OT}.
Aplicando el teorema de Pitágoras se obtiene 

{\displaystyle PO^{2}=PT^{2}+OT^{2}\,}

y por tanto

{\displaystyle PT^{2}=PO^{2}-OT^{2}\,}

es decir:

{\displaystyle PT^{2}=d^{2}-r^{2}\,}.

Otra forma de demostrar la relación es observar que, con la disposición de la figura, cuando AB es un diámetro, la longitud del segmento PA es (d+r) mientras que la del segmento PB es (d-r) y así:

{\displaystyle PA\cdot PB=(d+r)(d-r)=d^{2}-r^{2}\,}.

segmento PO es igual a d y la del segmento OA es igual a r.

## Definición algebraica de la potencia de un punto
Por medio del teorema de Steiner se puede dar una definición alternativa (y equivalente) para la potencia de un punto.
| (Definición algebraica de la potencia de un punto) La potencia de un punto P respecto a una circunferencia de radio r es el valor {\displaystyle \pi (P)=d^{2}-r^{2}\,} donde d es la distancia de P al centro de la circunferencia. |

Obsérvese que con esta definición, los puntos exteriores a la circunferencia tienen una potencia positiva mientras que los puntos interiores tienen una potencia negativa. Este signo en apariencia extraño refleja que en realidad la potencia de un punto es un producto de segmentos sucesivos y cuando el punto es exterior a la circunferencia los segmentos PA, PB tienen la misma dirección y por tanto el producto es positivo, mientras que si el punto es interior, los segmentos PA y PB tendrán direcciones opuestas, por lo que su producto será negativo.  Finalmente, los puntos sobre la circunferencia tienen una potencia nula, pues d²-r²=0.
Esta definición quita el énfasis en productos de segmentos de un conjunto infinito de líneas y centra la atención en el concepto de función : la potencia de un punto da origen a una función entre el conjunto de los puntos del plano y los números reales.  

### Sistema cartesiano de coordenadas

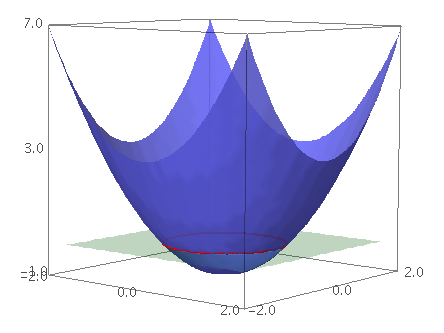
Gráfico de la función potencia de un punto, relativa a una circunferencia de radio 1 (en rojo). Obsérvese que la imagen de la parte interior a la circunferencia es negativa y por tanto queda debajo del plano xy (en verde).

La definición algebraica permite adicionalmente el cálculo de la potencia de un punto mediante el uso de coordenadas. La potencia del punto P=(x,y) respecto a una circunferencia centrada en el origen con radio 1 es

{\displaystyle \pi (x,y)=({\sqrt {x^{2}+y^{2}}})^{2}-1^{2}=x^{2}+y^{2}-1}.

mientras que la función potencia relativa a una circunferencia centrada en el origen, con radio arbitrario r es

{\displaystyle \pi (x,y)=({\sqrt {x^{2}+y^{2}}})^{2}-r^{2}=x^{2}+y^{2}-r^{2}}.

Es posible obtener la gráfica en 3 dimensiones de estas funciones, con el plano xy como dominio y el eje z como codominio, resultando la gráfica un paraboloide.

### Teorema de Laguerre
Laguerre definió la potencia de un punto P respecto de una curva algebraica de grado n como el producto de las distancias desde P a las intersecciones de una circunferencia que pasa por P con la curva, dividido por la enésima potencia del diámetro d. Laguerre estableció que este valor es independiente del diámetro.
En el caso en que sea una circunferencia esa curva algebraica, la distinción respecto de la potencia del punto acorde a lo previamente definido es que difiere por un factor de d2.

## Lugares geométricos

Lugares geométricos de potencia constante respecto a una circunferencia fija (en negro) de radio 1.

El primer lugar geométrico a considerar es aquel formado por los puntos cuya potencia respecto a una circunferencia fija es la misma. Dicho lugar geométrico corresponde a una circunferencia concéntrica a la dada, exterior si la potencia es positiva, interior cuando la potencia es negativa.
Esto se desprende de la relación {\displaystyle \pi (P)=d^{2}-r^{2}} pues, siendo r una constante, el valor de {\displaystyle \pi (P)} dependerá únicamente de la distancia del punto al centro de la circunferencia base: puntos a la misma distancia tendrán exactamente la misma potencia.

### Eje radical

El eje radical de dos circunferencias es una recta perpendicular a la línea de los centros.

Otro lugar geométrico que se puede considerar es aquel formado por los puntos cuya potencia respecto a dos circunferencias fijas (no concéntricas) es la misma. Es decir, aquellos puntos P tales que {\displaystyle d_{1}^{2}-r_{1}^{2}=d_{2}^{2}-r_{2}^{2}} donde {\displaystyle d_{1},d_{2}} son las distancias desde P a los centros de la primera y segunda circunferencia, mientras que {\displaystyle r_{1},r_{2}} son los radios de los mismos.
Este lugar geométrico es una línea recta, denominada eje radical de las dos circunferencias, perpendicular a la línea que une los centros de ambas. Los detalles varían dependiendo de la posición relativa de las circunferencias (si se cortan, si son ajenas o si una contiene a la otra).
El caso más sencillo, aquí ilustrado, es el que ambas circunferencias se cortan. Denominando por A, B a los puntos de corte, se observa que para cualquier punto de la línea AB se cumple que la potencia respecto a cualquiera de las dos circunferencias es la misma: PA·PB. 
Como consecuencia adicional se obtiene que dicha recta también es el lugar geométrico de los puntos, desde los cuales se puede trazar tangentes de la misma longitud hacia cada una de las circunferencias. Esto es porque la potencia del punto P también es igual a PF² y PG², por lo que PF=PG.

### Centro radical
El punto de igual potencia respecto a tres circunferencias es el Centro Radical. Este es el lugar donde se cortan los ejes radicales de cada par de circunferencias. 
También es el punto desde el que las tangentes trazadas a las tres circunferencias tienen la misma longitud y el centro de la única circunferencia que es, a la vez, ortogonal con las tres dadas.
Este centro, como el Eje radical, tienen interés en la resolución de problemas de tangentes.